# Grimmia meridionalis
Grimmia meridionalis är en bladmossart som beskrevs av E. Maier 2002. Grimmia meridionalis ingår i släktet grimmior, och familjen Grimmiaceae. Inga underarter finns listade i Catalogue of Life.